# 朗根莱斯滕
朗根莱斯滕是德国石勒苏益格－荷尔斯泰因州的一个市镇。总面积23.37平方公里，总人口163人，其中男性82人，女性81人（2011年12月31日），人口密度7人/平方公里。